# Upack
Upack (genannt auch WinUpack) ist ein Freeware-Datenkompressionsprogramm für Windows.
Mit Upack lassen sich Windows EXE-Dateien (nicht .Net-Framework-Dateien) transparent komprimieren (d. h. ohne sichtbares vorheriges Entpacken ausführen).
Vorteil dieses Programmes gegenüber anderen seiner Art ist die kostenlose Verfügbarkeit und die gute Packrate, denn es basiert auf dem LZMA, welcher auch bei 7-Zip verwendet wird.

## Verschleierung
Laut SecureWorks ist Upack auch verbreitet zur Verschleierung in Malware und wird z. B. im trojanischen Pferd Gozi eingesetzt. Eine ähnliche Funktion wird jedoch von jeder Kompressionssoftware für ausführbare Dateien geboten, lediglich wird der Erfolg der Verschleierung beeinflusst durch die Verbreitung und ob der Algorithmus von Antiviren-Software erkannt wird.